# Milestone Hotel
Pour les articles homonymes, voir Milestone et Milestone Mo-Tel.
 (septembre 2022).
Le Milestone Hotel est un hôtel cinq étoiles classé Grade II au 1 Kensington Court, à Kensington, Londres. Il surplombe les jardins de Kensington. 
Il a été construit à l'origine comme une maison en 1884, dans une partie du terrain de Kensington House, aujourd'hui démolie. John Freeman-Mitford, 1er Baron Redesdale y a vécu. Il fut transformé en hôtel en 1922 et associé au 2 Kensington Court, qui abritait John Athelstone Riley, petit-fils du fondateur de la Union Bank. 
L'hôtel dispose de 44 chambres, 12 suites et 6 appartements de longue durée. Il fait partie du groupe d'hôtels Red Carnation. 